# Тајан (Пељешац)
Тајан је мало ненасељено острво у хрватском делу Јадранског мора.
Тајан се налази 1 км западно од рта Блаце у средњем делу полуострва Пељешца. Површина острва износи 0,251 км². Дужина обалске линије је 2,23 км.. Највиши врх на острву је висок 61 метар.